# Pere Claver i Sobocano
Pere Claver i Sobocano, (Verdú, Corona d'Aragó, Imperi Espanyol, 1580 - Cartagena d'Índies, Nova Granada, 1654), jesuïta i missioner a Colòmbia. És venerat com a sant per l'Església catòlica.

## Biografia

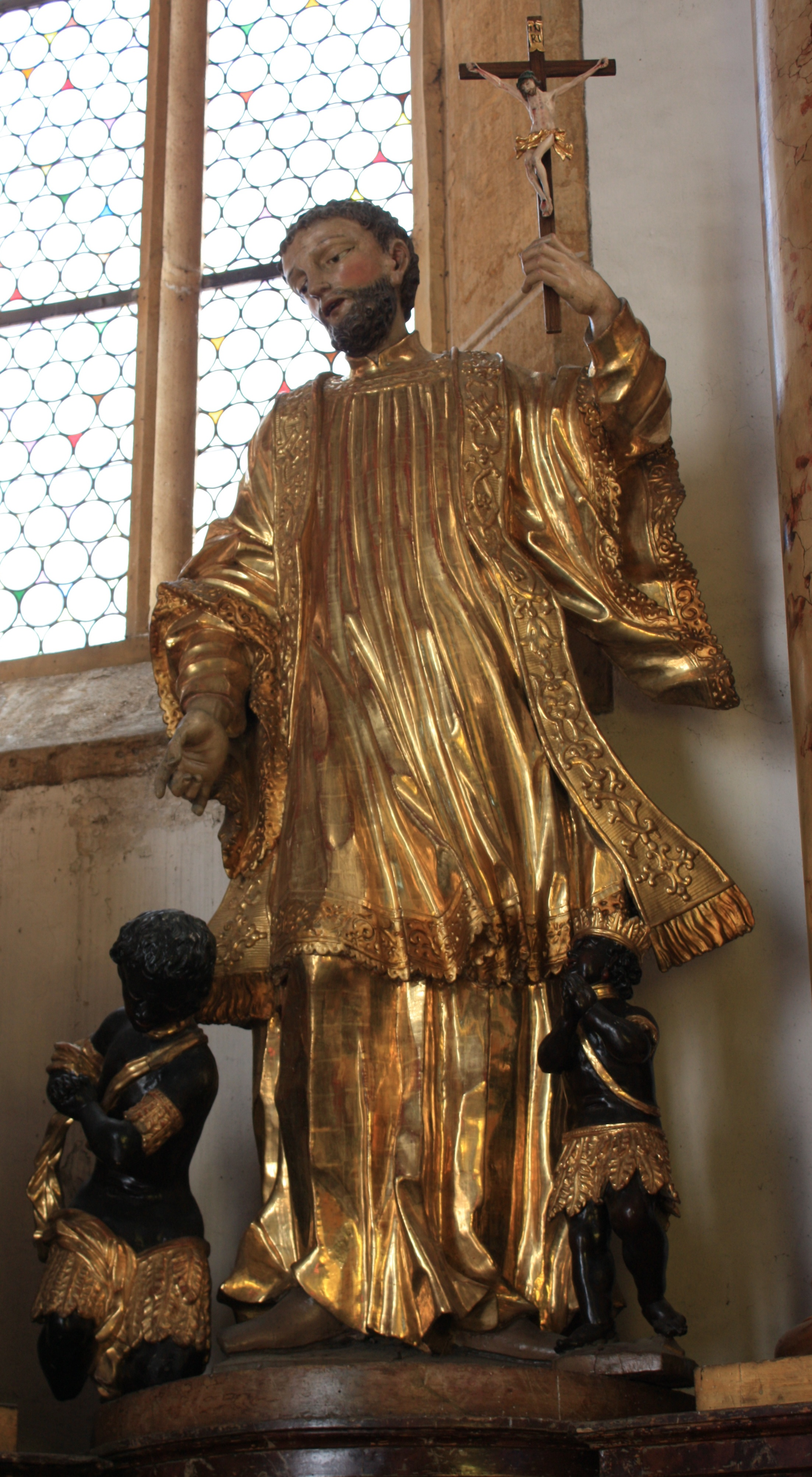
Talla a S. Nikolaus (Estrasburg), s. XIX.

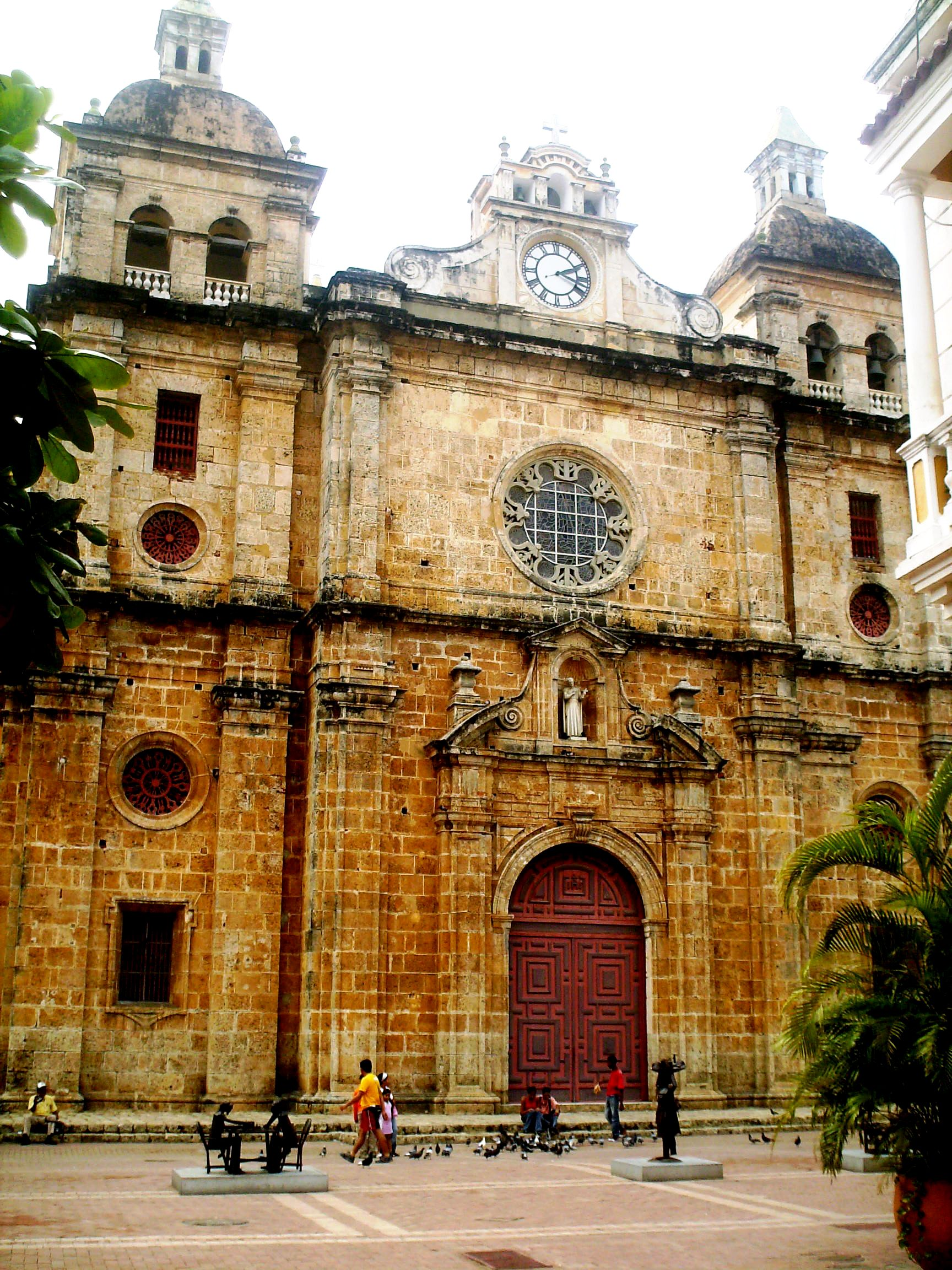
Església de Sant Pere Claver a Cartagena de Indias, on hi ha la seva tomba.

Pere Claver i Sobocano (Pere Claver i Corberó, segons la tradició) va néixer a Verdú (Urgell) el 24 de juny de l'any 1580, fill de Pere Claver i Minguella i Anna Sobocano. Als tretze anys quedà orfe de mare i als quinze rebé la tonsura de clergue a Verdú; amb el suport d'un oncle canonge, marxà a estudiar a Barcelona. A partir del 1596 estudià lletres i arts a l'Estudi General de Barcelona, i filosofia al Col·legi de Betlem dels jesuïtes, on conegué l'orde. El 7 d'agost de 1602 ingressà a la Companyia de Jesús i continuà estudiant a Girona i a la ciutat de Mallorca on conegué Alonso Rodríguez Gómez, porter del col·legi jesuïta de Montsió, que l'influí i despertà en ell la vocació de missioner.
Passà a Barcelona i, accedint al seu desig, el provincial el destinà en 1610 a anar a les missions de Nova Granada. Embarcà a Sevilla i arribà a Cartagena de Indias, d'on anà, pujant el riu Magdalena fins a Santa Fe de Bogotà, on acabà els seus estudis. Fou destinat al noviciat de Tunja, on fou porter de la casa. El març de 1615 fou ordenat sacerdot a Cartagena, on conegué el jesuïta Alonso de Sandoval, defensor dels indis i els negres. Els negres arribaven en grans quantitats des d'Àfrica per a ésser venuts com a esclaus, en unes condicions infrahumanes. Pere Claver va decidir fer com Sandoval i dedicar el seu apostolat a lluitar contra la tracta d'esclaus i a protegir els negres. En fer la professió solemne, en 1616, va signar com a Petrus Claver, aethiopum semper servus ("Pere Claver, esclau dels negres per sempre").
El jove s'assabentava de l'arribada de vaixells negrers i buscava intèrprets per comunicar-se amb els que venien i intentava ajudar els negres, oferint-los menjar i consol; si algú estava malalt, l'atenia o el portava a l'hospital, i a tots els començava a parlar del cristianisme. Explicava la catequesi amb dibuixos i l'ajut d'intèrprets. Va batejar-ne més de tres-cents mil, després d'haver procurat integrar-los a la societat colonial, cosa que li valgué l'oposició de certs grups socials de la ciutat. Els defensava enfront dels seus amos, especialment quan aquests els maltractaven, pràctica que intentava que els colons abandonessin. Durant la pesta de 1633 i 1634 va treballar per atendre els malalts, independentment de la raça que tinguessin. Regularment, ajudava a l'hospital de leprosos, dels Germans de Sant Joan de Déu: hi escombrava, feia els llits o ajudava en tasques diverses. També dedicava temps als presos, confessant-los i consolant-los.

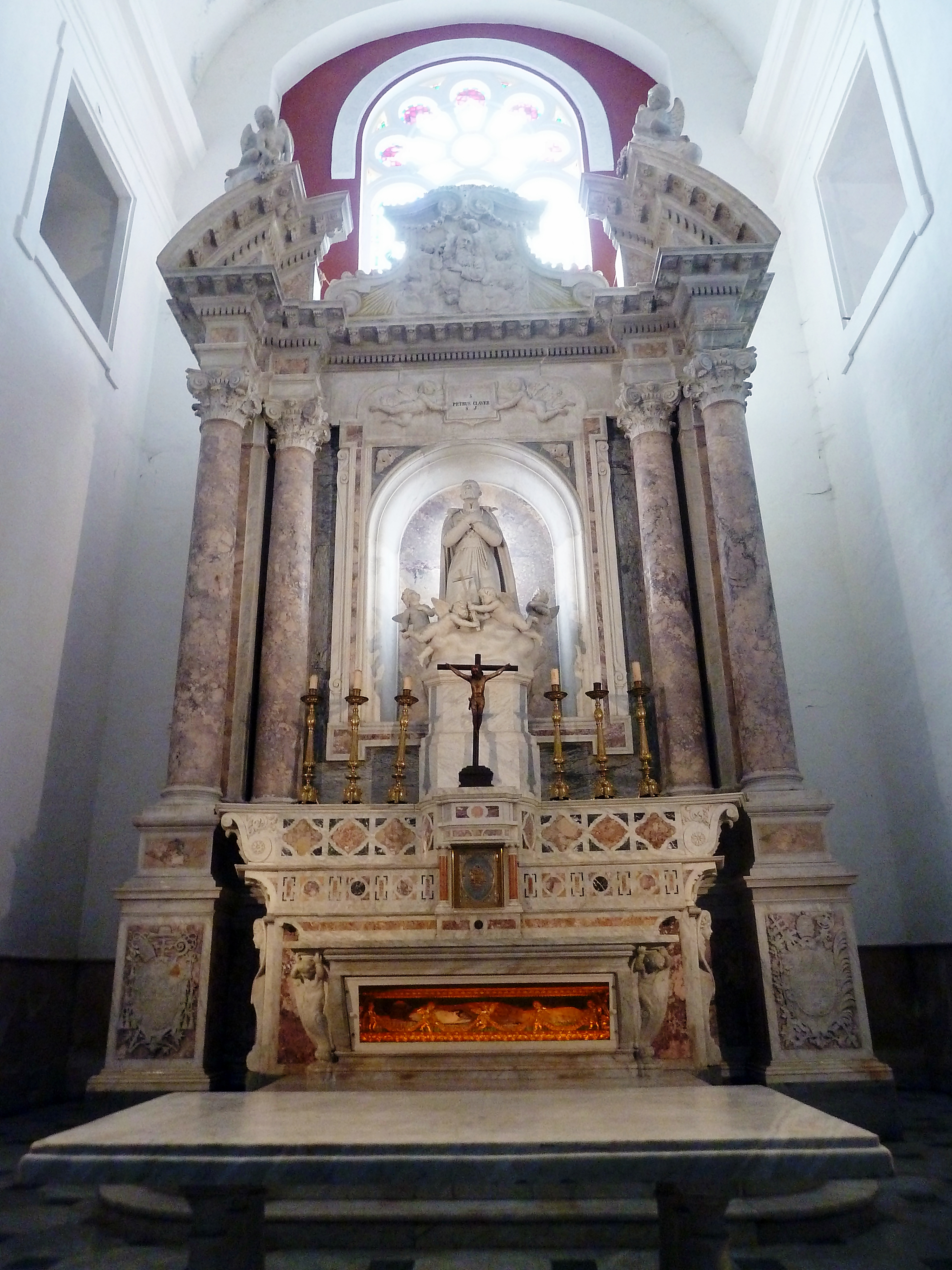
Altar i sepulcre del sant, a l'església de Sant Pere Claver a Cartagena de Indias

Fou mestre de novicis i va portar una vida de completa austeritat. Adquirí fama de santedat i se li atribuïren miracles i episodis místics, com levitacions. Malgrat això i el suport que tenia de la seva comunitat i, en general, dels jesuïtes, tenia enemics per la defensa que feia dels febles: l'acusaren de poca intel·ligència i experiència, i inadequat per a la predicació, i de malbaratar els recursos. Extenuat, morí a Cartagena d'Índies el 8 de setembre del 1654.

## El seu segon cognom: Corberó, no Sobocano.
Encara que sigui un qüestió secundària cal dir que Corberó era el cognom de la seva mare, Anna. Ho consignem per l'interès historiogràfic: durant gairebé 4 segles s'ha pres per bo que el cognom d'ella era Sobocano, però a hores d'ara això és ben insostenible, a saber:
- Els primers biògrafs[6] dedueixen o llegeixen aquest cognom sense donar cap referència. És un cognom estrafet, que ningú més porta. Al mateix llinatge Claver el fan pervindre, per part de l'avi, de la baixa noblesa aragonesa, sense cap referència tampoc. A l'arxiu parroquial s'han trobat uns 500 documents anteriors al sant que fan referència a la seva família, la qual va venir a Verdú el 1378, provinent de Sant Martí de Maldà. No hi apareix enlloc el cognom Sobocano.
- El P. Lluís Fiter SJ el 1886 i Mn. Ramon Berenguer, rector de Verdú, a finals del XIX van identificar clarament el cognom Corberó, però això no s'arribà a difondre més enllà de la vila natal del sant. Es conserva, però, un manuscrit de Mn. Berenguer, explicant les troballes.[7] Es dona el cas que els dos van replegar la documentació més interessant en un lligall, que es va extraviar.
- Un exemple de la feblesa dels orígens familiars atribuïts a Pere Claver és el fet que l'Enciclopèdia Espasa no recull aquest segon cognom ni la història familiar esmentats.[8]
- La genealogia familiar que elaborà el P. Roca SJ cap al 1980, i que es conserva en el museu del santuari del sant a Verdú, recull diversos avantpassats materns, tots ells Corberó.
- Finalment, per esvair qualsevol dubte, ha aparegut el lligall amb els documents que es van recercar a finals del XIX.[9] El document més significatiu és el dels capítols matrimonials dels pares, que corresponen a un enllaç doble: el 21 de gener de 1558 es casaren alhora Joan (viudo) i Pere Claver, pare i fill, amb Caterina i Anna, vídua i filla, respectivament, de Bartomeu Corberó.[10] Els testaments del pare del sant (1608, 1615 i 1621) corroboren els vincles familiars amb els Corberó sense cap mena de dubte.

## Veneració
Va ser beatificat el 16 de juliol de 1850 per Pius IX i canonitzat per Lleó XIII l'any 1888. Més tard, l'any 1896, el mateix papa el va declarar patró de les missions entre els negres. També fou proclamat patró de la República de Colòmbia.